# Justicia petiolaris
Justicia petiolaris é uma espécie de planta da família Acanthaceae, da classe Dicotiledónea. É nativa de Essuatíni e da parte oriental e austral da África do Sul.

## Subespecies
Existem três subespécies:
- J. p. subsp. petiolaris

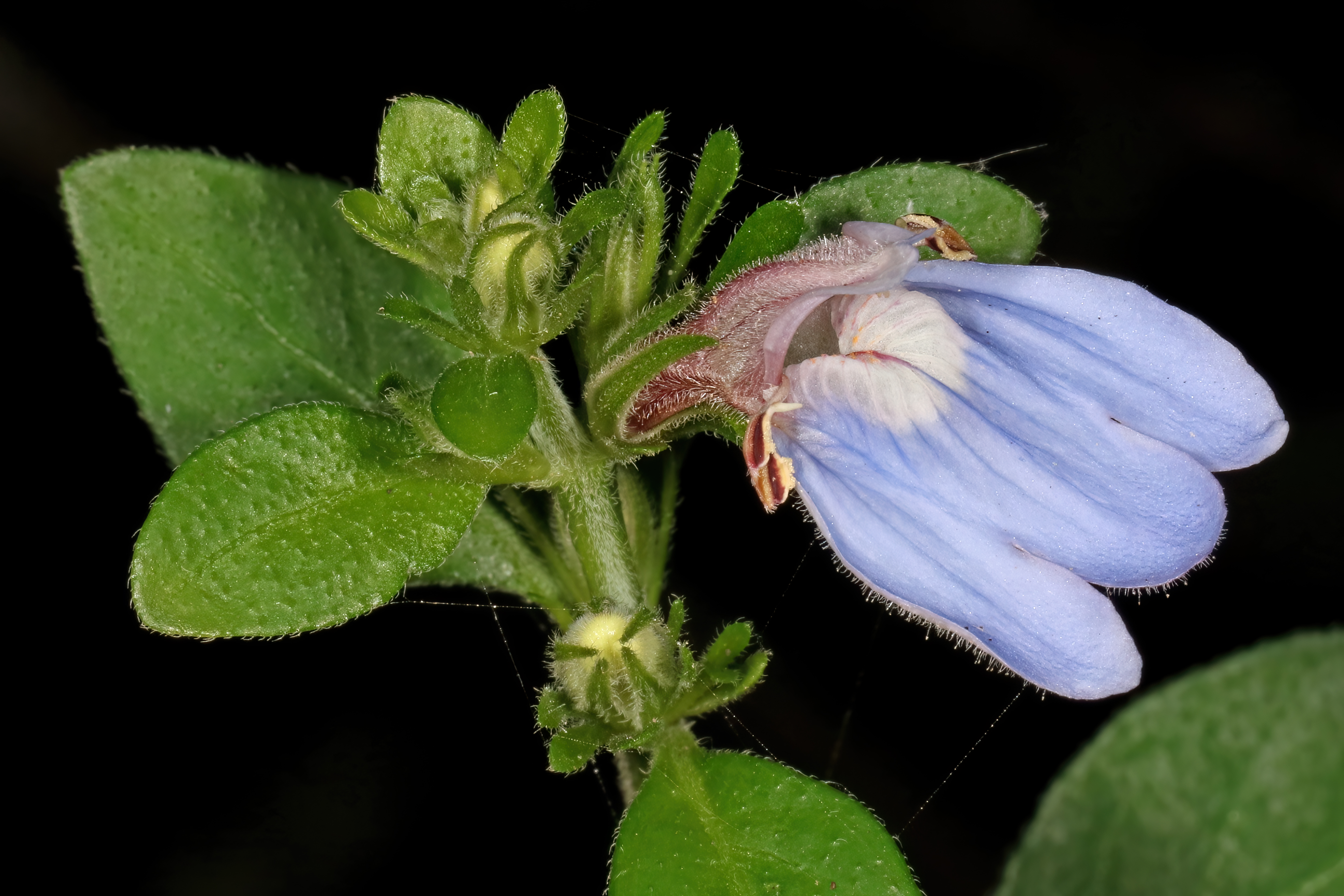
J. p. subsp. bowiei

- J. p. subsp. bowiei (C. B. CI.) Immelman
- J. p. subsp. incerta (C. B. CI.) Immelman